# Île de Bercy
L'île de Bercy (illa de Bercy, en català) és una illa situada a París, França. Es tracta d'una illa artificial, creada durant la construcció del llac Daumesnil, a la punta Ouest del bosc de Vincennes. Està connectada a l'île de Reuilly per un pont, cap al nord-est. A diferència de la resta del bosc, el seu accés està reglamentat i l'illa està tancada després d'una certa hora. S'hi pot trobar el plàtan més alt de França, plantat el 1860, que mesura 45m.